# Fausto Bertoglio
Pour les articles homonymes, voir Bertoglio.
Fausto Bertoglio  (né le 13 janvier 1949 à Brescia, en Lombardie) est un coureur cycliste professionnel italien.

## Biographie
Son prénom est choisi par ses parents en hommage à leur idole, Fausto Coppi. 
Il termine sa carrière en 1980 après avoir joué pendant un an un rôle d'équipier pour Francesco Moser chez Sanson-Campagnolo.  
Son fils Paolo a également été cycliste professionnel au début des années 2000. 

## Palmarès

### Palmarès amateur
- 1965
  -  Champion d'Italie sur route débutants
- 1971
  - Bassano-Monte Grappa
- 1972
  - Semaine cycliste bergamasque :
    - Classement général
    - 4e étape (contre-la-montre)

  - Trento-Monte Bondone

### Palmarès professionnel
- 1974
  - Monte Campione :
    - Classement général
    - 1re et 2e étapes

  - 10e du Tour de Romandie
- 1975
  - Tour d'Italie :
    -  Classement général
    - 14e étape (contre-la-montre)

  - Tour de Catalogne :
    - Classement général
    - 7eb étape (contre-la-montre)

  - 2e de la Coppa Bernocchi
  - 7e du Super Prestige Pernod
- 1976
  - Coppa Placci
  - 7ea étape du Tour de Catalogne (contre-la-montre)
  - 3e du Tour d'Italie
  - 9e du Tour de France
- 1978
  - 5e du Tour de Romandie
- 1979
  - 7e du Tour d'Italie
  - 7e du Grand Prix du Midi Libre

### Résultats sur les grands tours

#### Tour de France
2 participations 
- 1974 : 23e
- 1976 : 9e

#### Tour d'Italie
7 participations 
- 1973 : 46e
- 1975 :  Vainqueur du classement général, vainqueur de la 14e étape (contre-la-montre),  maillot rose pendant 8 jours
- 1976 : 3e
- 1977 : non-partant (8ea étape)
- 1978 : 14e
- 1979 : 7e
- 1980 : 30e